# Lenie
Lenie (sau Shënepremte; în aromână Stãvinerea) este o comună și o fostă municipalitate din regiunea Elbasan, în centrul Albaniei. În urma reformei administrative din 2015, Lenie a devenit o subdiviziune a municipalității Gramsh. La recensământul populației din 2011, așezarea a fost înregistrată cu 779 de locuitori. Comuna este alcătuită din șase sate:
- Shënepremte (în aromână Stãvinerea), centrul comunei, cunoscut și sub numele de Lenie
- Bicaj
- Kuratë
- Grabovë e Poshtme
- Grabovë e Sipërme (în aromână Greãva, Grabuva)
- Valth (Tarragjin)[3]

## Geografie
Comuna este cea mai sudică din regiunea Elbasan. Este înconjurată de munți, iar pârâul Grabova, care curge de la est spre vest, dinspre munții Valamara către râul Devoll, împarte zona în două. În partea de nord, comuna este mărginită de muntele Komjan, la sud de muntele Sogor (1952 m), la vest de munții Valamara, iar la sud-est de muntele Lenia. În partea de vest, relieful regiunii coboară treptat către valea râului Devoll. 
Glaciațiunile și fenomenele meteorologice au dus la crearea a 14 lacuri glaciare în munții din jurul comunei. Trei dintre ele se află în masivul Valamara, despărțite de trei morene. Cel mai mare are aproximativ 600 m lungime și 200 m lățime.
Dovezi arheologice demonstrează că regiunea a fost locuită din cele mai vechi timpuri. În zonă se pot vizita ruinele unui castel medieval din secolul al XIV-lea.

## Produse culinare
Municipalitatea Gramsh este cunoscută în Albania prin brânzeturile de calitate produse la Grabova și Lenie.